# Rhodostrophia pellonaria
Rhodostrophia pellonaria är en fjärilsart som beskrevs av Hugo Theodor Christoph 1885. Rhodostrophia pellonaria ingår i släktet Rhodostrophia och familjen mätare. Inga underarter finns listade.